# Hellmuth Marx
Hellmuth Marx (Linz, 17 de junho de 1915 – 1 de janeiro de 2002) foi um escultor austríaco.

## Biografia

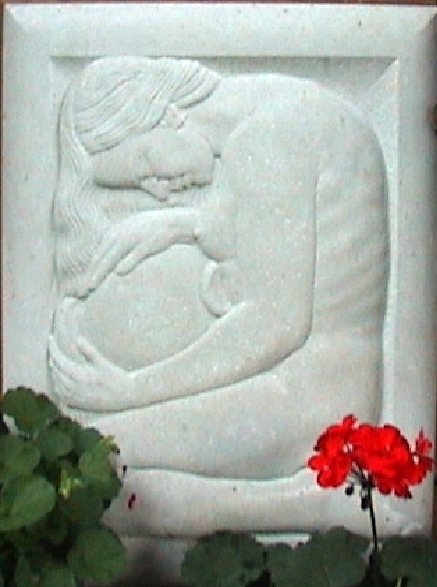
Baixo-relevo de Hellmuth Marx, Viena 1946

Hellmuth, o mais novo de cinco irmãos da família Marx, nasceu em Linz, Áustria. 
O seu pai, Viktor Marx (1870-1928), oficial do exército do Império Austro-Húngaro, era de Graz. A sua mãe, Clara Marx (de solteira Pichler, 1876-1948) era de Oberdrauburg na Caríntia onde a sua família possuía um restaurante, o "Gasthof Post". 
Marx frequentou o "Marieninstitut" em Graz de 1926 até 1933. Esta escola privada era gerida por padres católicos que tinham pendor para o Desporto e para as Artes.
Em 1933 Hellmuth Marx ingressou na universidade a "Technische Universitat" de Graz. Estudou arquitectura durante três anos e meio. Ao mesmo tempo frequentou a escola "Styrian School of Arts" tendo como professores Daniel Pauluzzi, Alfred Wickenburg e Fritz Silberbauer. Também é certo que frequentou as aulas de escultura em madeira e em pedra do professor Wilhelm Gosser, filho do escultor e autor de vários monumentos da cidade de Graz, Hans Brandstetter. 
No período de 1938/39 Marx foi convocado para o serviço militar em Klagenfurt e, consequentemente, foi enviado para a Frente no Mar do Norte. A instabilidade  da guerra levou-o para a Lapónia, Finlândia e Noruega até terminar em Narvik. 
Marx interrompeu o serviço militar de Maio de 1939 até Janeiro 1940 para se preparar para o exame de admissão à escola de escultura, a "Akademie der bildenden Künste" ( Academia de Belas Artes) de Viena. Feito o exame com sucesso, conseguiu permissão para usufruir de um período sabático para se dedicar aos estudos durante o Inverno de 1941/42. 
Devido à sua personalidade, Marx rapidamente superou as memórias negativas da guerra valorizando nas suas representações a beleza da paisagem nórdica e o charme das mulheres nórdicas no seu traje tradicional. Apenas com a ajuda de um canivete, esculpia pequenas figuras de madeira representativas de Madonna que ofereceu à sua mãe e à sua tia.).
Depois da segunda guerra mundial, entre 1946/47 Marx regressou a Viena e continuou os seus estudos na Academia de Belas Artes de Viena. Frequentou as aulas de escultura do professor Josef Mullner. Em 1948 mudou-se para Heiligenblut, Caríntia para viver com a sua mãe e duas das suas irmãs. A partir de 1948 Hellmuth Marx começou a trabalhar de forma independente. Finalmente, depois de anos em constante mudança, radicou-se em Oberdrauburg. Viveu e trabalhou na sua casa de família "Stainernhaus".
Marx era conhecido em Oberdrauburg como bastante introvertido, modesto e muito educado.
O seu trabalho espelha a sua personalidade em vez de reclamar o seu mérito artístico. Talvez não tenha sido devidamente reconhecido o seu valor ; era visto  mais como um artesão, um artesão muito hábil que estava sempre pronto para reparar objectos de qualquer material, do que como um escultor. 
A sua contribuição para a estética tanto da cidade de Oberdrauburg como para a de muitas casas e edifícios religiosos fala por si própria. 
Marx morreu no dia 1 de Janeiro de 2002 em Lienz, Tirol Oriental.

## Obra
Hellmuth Marx deixou muitas esculturas e pinturas que tinham como denominador comum o corpo humano. A par da sua carreira como escultor, ele continuou a desenhar e pintar, actividades que faziam parte da sua formação. Muitas aguarelas e pinturas a óleo -  a maior parte das últimas em painéis de madeira e em tela - estão conservadas. Mais tarde, Marx também se dedicou à fotografia, no entanto, os negativos das suas fotografias, incluindo muitos retratos, perderam-se. 
De acordo com a sua personalidade artística, Marx era influenciado pelas características neoclássicas dos anos 20 e 30. Manteve-se fiel ao seu estilo mesmo contra a tendência do anunciado Avantgarde. 
Do vasto  legado de esculturas deixado à cidade de Oberdrauburg destaca-se a estátua da fonte representando uma jovem cidadã vestida com o traje tradicional da região e a segurar o brasão da cidade. Esta fonte, vem a ser parte integrante do cenário do filme de comédia e mistério britânico "The Lady Vanishes" (1979). 
A maioria das obras de Hellmuth foram esculpidas em mármore, granito e cerâmica. No entanto, o seu material preferido era a madeira. Quando a enorme árvore limeira que caracterizava a paisagem da praça principal de Oberdrauburg teve de ser cortada, deu origem a numerosas esculturas e gravações assinadas por Marx. 
Hellmuth Marx participou em várias exposições na galeria "Kunstlerhaus" em Klagenfurt. 
A sua escultura "Mutter und Kind" (Mãe e filho) pode ser apreciada no Museu de Arte Contemporânea de Belvedere em Viena.
A restauração de edifícios de cariz religioso foi uma parte importante do trabalho de Marx. 

## Galeria

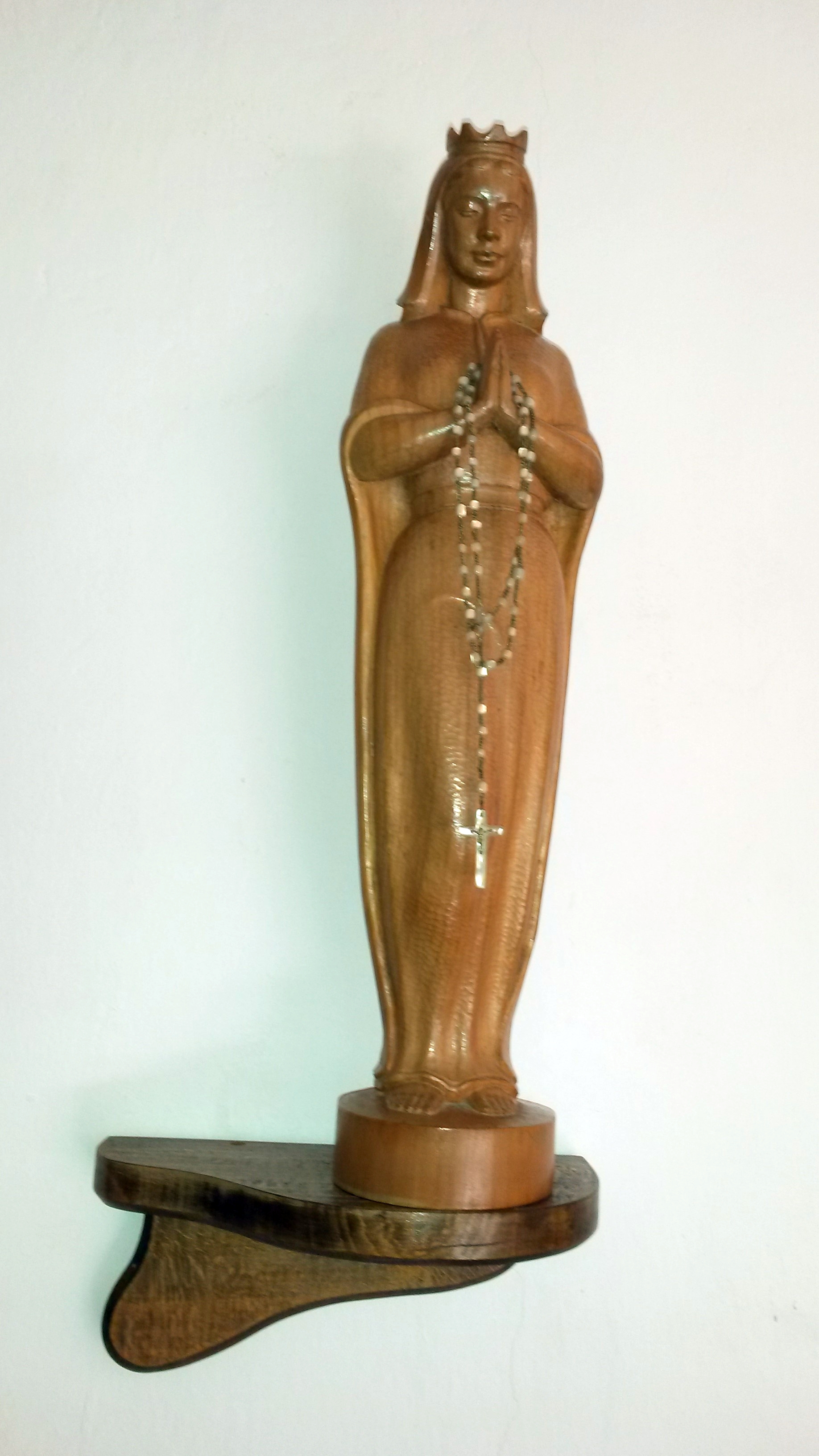
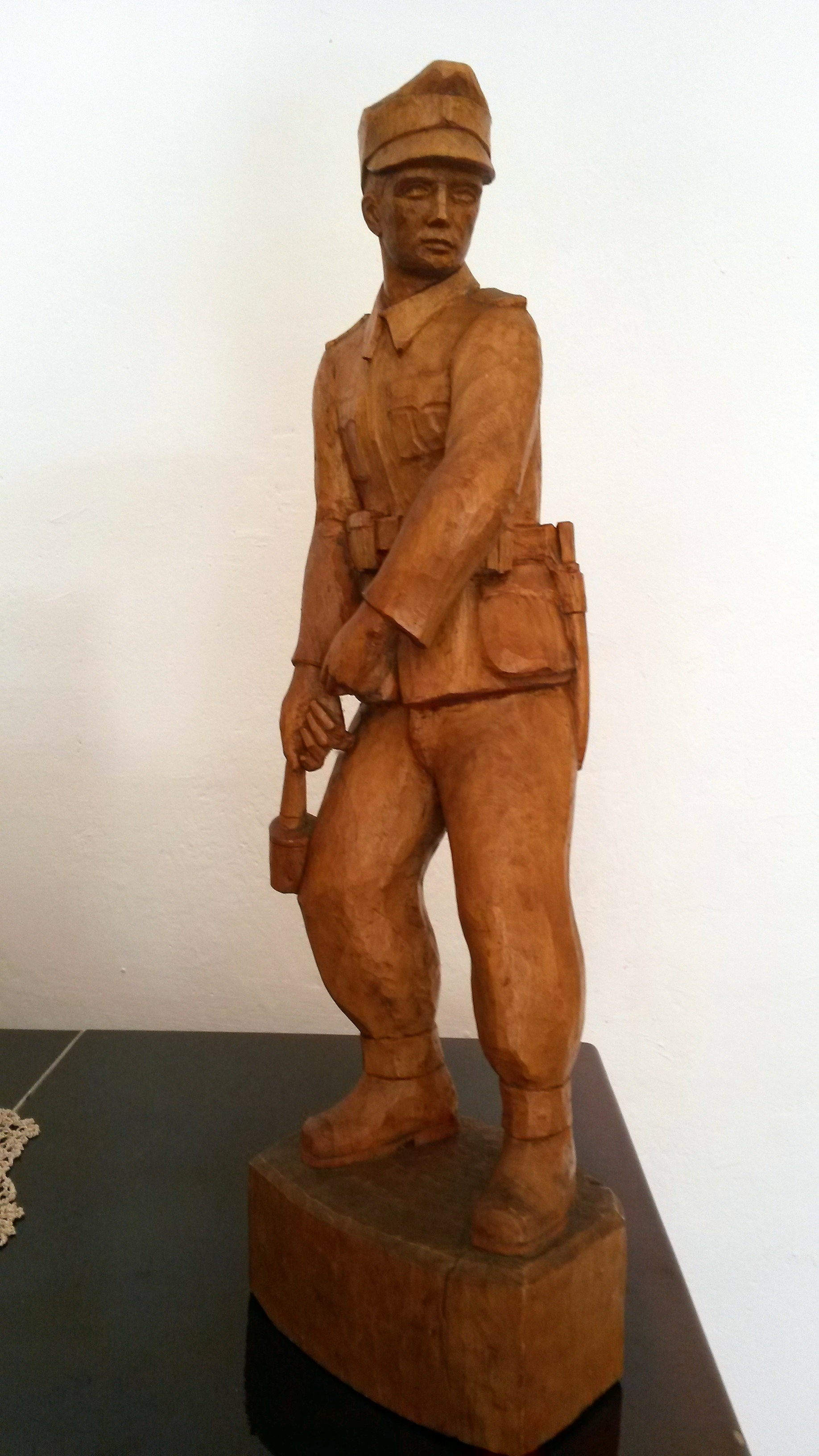
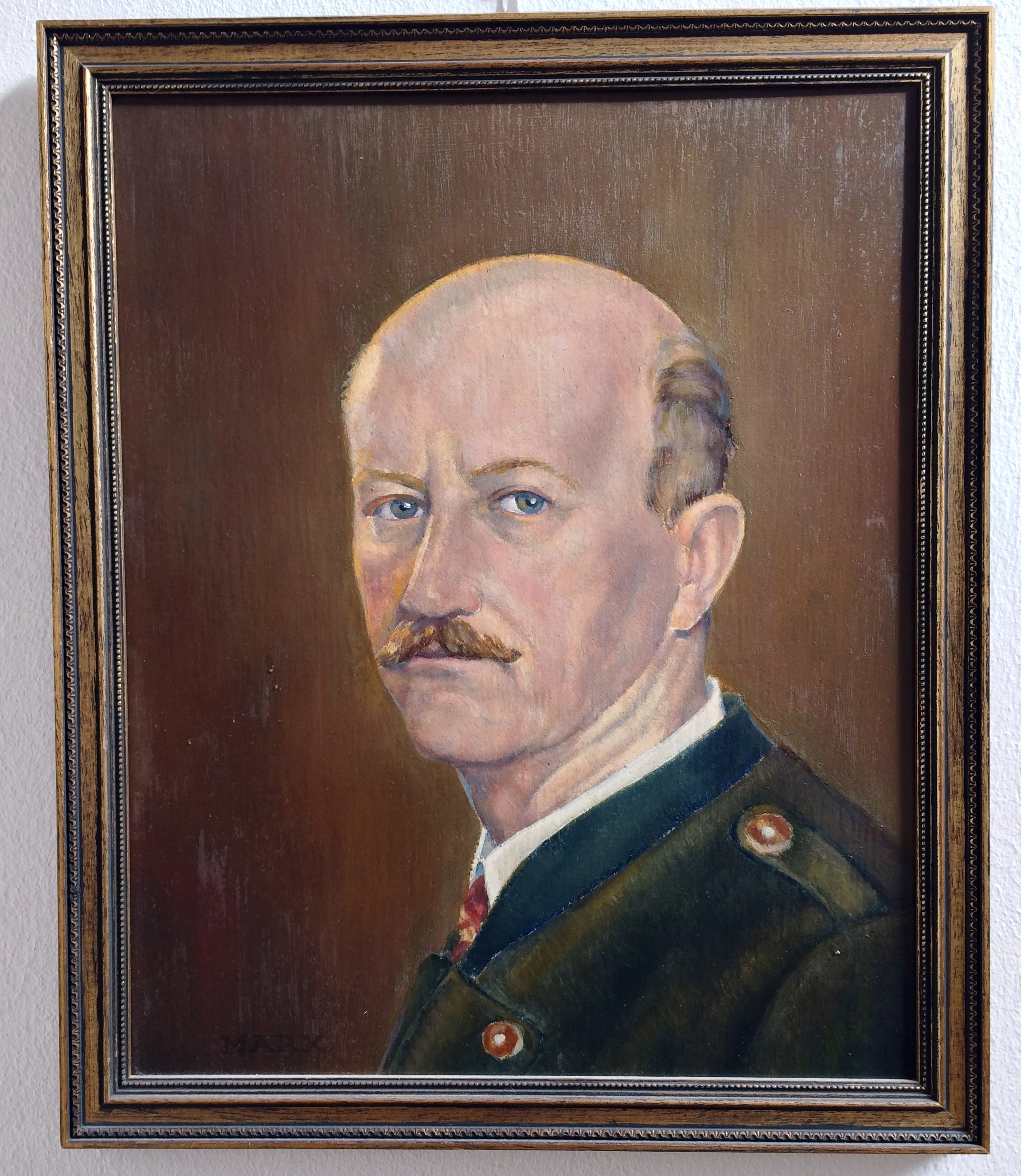
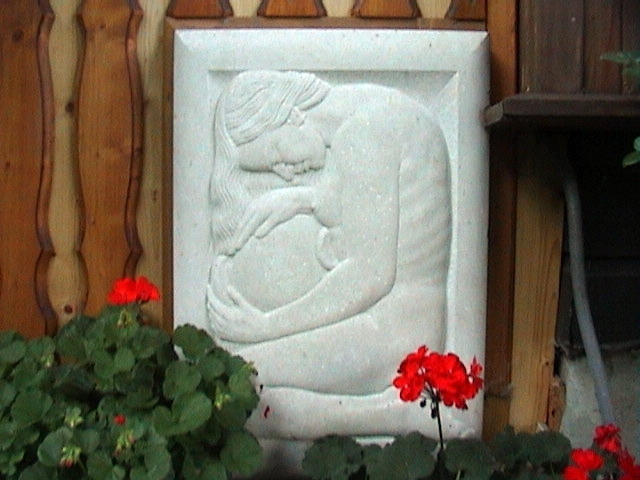
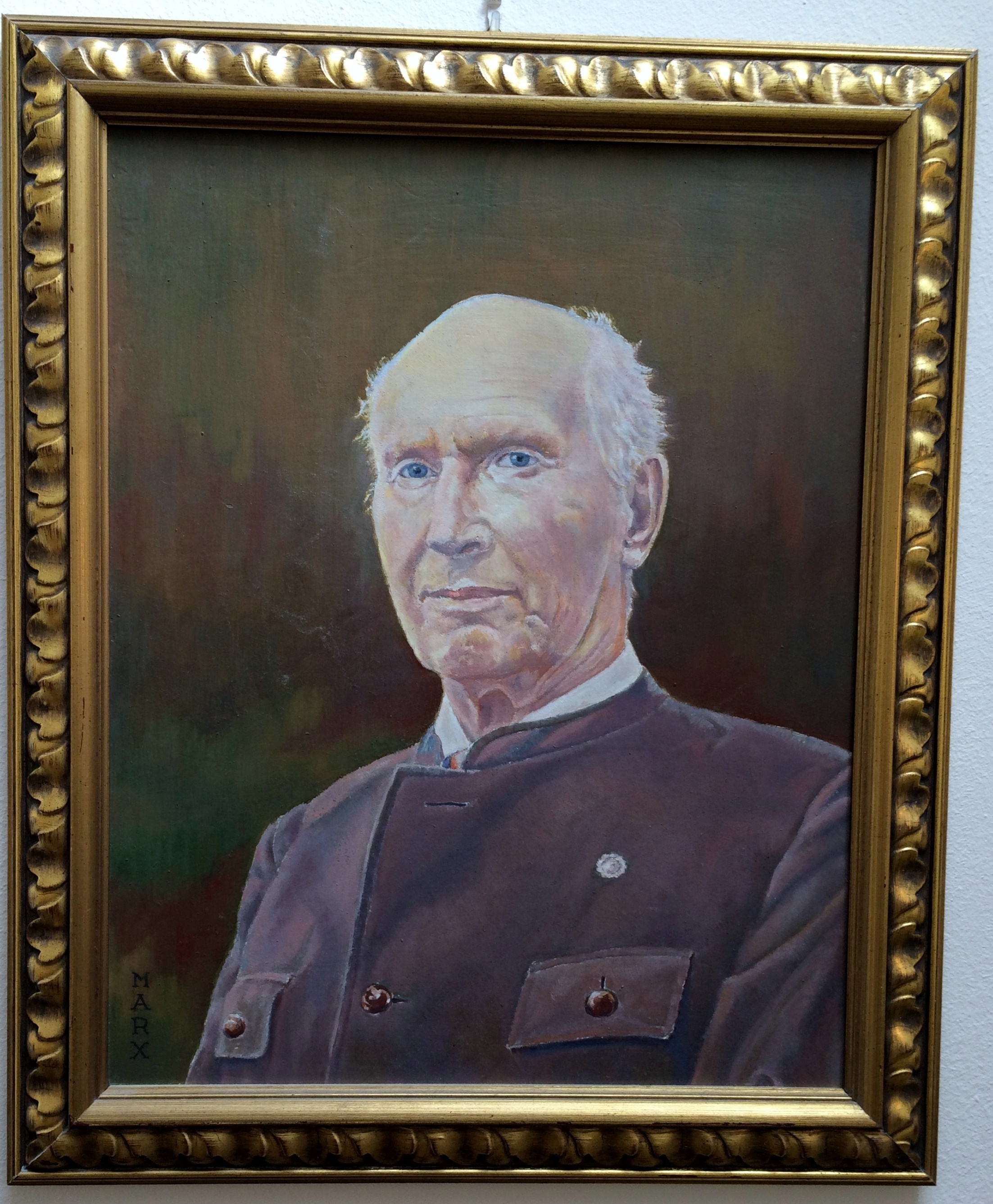